# Hala Koncertowa im. Carla Philippa Emanuela Bacha we Frankfurcie nad Odrą
Hala Koncertowa im. Carla Philippa Emanuela Bacha we Frankfurcie nad Odrą (niem. Konzerthalle Carl-Philipp-Emanuel-Bach) - główna hala koncertowa we Frankfurcie nad Odrą, kilkaset metrów od dawnego przejścia granicznego z polskimi Słubicami.

## Opis
Budowę budynku rozpoczęto ok. 1270. Rozbudowywano go potem ok. 1400, a także w latach 1515–1525. Służył Zakonowi Braci Mniejszych (franciszkanom) jako przyklasztorny kościół. W latach 1966–1975 budynek przy Lebuser Mauerstraße 4 dostosowano do potrzeb hali koncertowej. Ma w niej obecnie siedzibę towarzystwo muzyczne Musikgesellschaft Carl Philipp Emanuel Bach e.V.. Zarządcą hali jest Kleist Forum. W zakrystii kościoła można zobaczyć wystawę C. P. E. Bach – Leben, Werk und Nachwirken. 